# Drosophila canalinea
Drosophila canalinea är en tvåvingeart som beskrevs av John Thomas Patterson och Gordon Mainland 1944. 
Drosophila canalinea ingår i släktet Drosophila och familjen daggflugor. Artens utbredningsområde sträcker sig från Mexiko till Brasilien.